# Datar Luas
Datar Luas is een bestuurslaag in het regentschap Aceh Jaya van de provincie Atjeh, Indonesië. Datar Luas telt 1321 inwoners (volkstelling 2010).